# Le avventure di Alice nel Paese delle Meraviglie (film)
Le avventure di Alice nel Paese delle Meraviglie (Alice's Adventures in Wonderland) è un film del 1972 diretto da William Sterling e basato sui romanzi di Lewis Carroll Le avventure di Alice nel Paese delle Meraviglie e Attraverso lo specchio e quel che Alice vi trovò. Tra gli interpreti figurano Flora Robson, Fiona Fullerton, Peter Sellers, Dudley Moore e Michael Crawford.
Nel 1973, il film ha vinto il BAFTA Film Award alla BAFTA Awards Ceremony per la miglior fotografia (Geoffrey Unsworth) e migliori costumi (Anthony Mendelson).

## Trama
Nel suo viaggio sino al centro della terra, Alice assiste senza parole alle meraviglie che le passano davanti agli occhi e vede personaggi bizzarri e senza qualche venerdì, come il Cappellaio Matto e il Leprotto Bisestile, sempre intenti a festeggiare i loro non-compleanni davanti ad una tazza di tè, o la perfida Regina di Cuori, che per ogni minimo problema ordina una decapitazione. Questo è il Paese delle Meraviglie, dove si può diventare piccoli come un topolino dopo aver bevuto da una misteriosa boccetta o ingigantire improvvisamente per aver morso uno strano biscotto.

## Produzione
Si era inizialmente deciso di scritturare per la parte di Alice un'attrice bambina tra i 7 e i 10 anni, più vicina all'età della protagonista del libro. Tuttavia il casting si rivelò difficile, in quanto spesso le piccole attrici "perdevano i denti, balbettavano e avevano una breve soglia di attenzione".
Quando si optò per un'attrice più grande, oltre 2000 ragazze tra i 13 e i 17 anni provenienti da tutto il Regno Unito vennero provinate per il ruolo. Tra le attrici che concorsero per la parte vi furono: Lynne Frederick, Rosalyn Landor, Karen Dotrice, Deborah Makepeace e Chloe Franks. Landor, che aveva appena compiuto 13 anni, impressionò tutti al suo provino e venne richiamata più volte, ma i produttori e il regista alla fine decisero che era troppo giovane. Frederick aveva quasi 18 anni all'epoca del suo provino e dopo alcuni screen test fu giudicata troppo matura e sofisticata.
La scelta cadde infine sulla quindicenne Fiona Fullerton. La Fullerton, che aveva lunghi capelli castani, dovette farsi tingere di biondo nocciola. Fullerton recitò successivamente al Teatro del West End di Londra nei musical Camelot e Nymph Errant, cantando anche negli album musicali delle produzioni.

### Scene tagliate
Nella colonna sonora sono presenti due canzoni non utilizzate nel film: I've Never Been This Far Before, cantata da Alice al suo ingresso nel giardino del palazzo della Regina di Cuori e The Moral Song, cantata dalla Duchessa ad Alice durante la partita a croquet. Era stato girato un dialogo tra Alice e lo Stregatto mentre quest'ultimo è appollaiato su un albero. Nonostante esistano ancora delle fotografie di questa sequenza, la scena è stata tagliata dal montaggio finale e potrebbe non esistere più.

## Colonna sonora
Segue un elenco dei brani inclusi nella colonna sonora del film:
1. The Duchess Is Waiting - Michael Crawford
2. Curiouser And Curiourser - Fiona Fullerton
3. You've To Know When To Stop - Davy Kaye
4. The Last Word Is Mine - Michael Crawford e Fiona Fullerton
5. Digging For Apples - Freddie Earlle
6. There Goes Bill - Freddie Earlle e Mike Elles
7. How Doth The Little Busy Bee - Fiona Fullerton
8. Dum And Dee Dance (Nursery Rhyme) - Fiona Fullerton
9. From The Queen An Invitation For The Duchess To Play Croquette - Peter O'Farrell e Ian Trigger
10. The Duchess's Lullaby - Peter Bull e Patsy Rowlands
11. It's More Like A Pig Than A Baby - Fiona Fullerton
12. I See What I Eat - Robert Helpmann, Peter Sellers, Dudley Moore e Fiona Fullerton
13. The Pun Song - Robert Helpmann, Peter Sellers, Dudley Moore e Fiona Fullerton
14. Off With Their Heads - Flora Robson
15. The Croquet Game
16. Off With Their Heads (Reprise) - Flora Robson
17. I've Never Been This Far Before - Michael Crawford e Fiona Fullerton
18. The Moral Song - Peter Bull
19. The Me I Never Knew - Fiona Fullerton
20. The Lobster Quadrille (The Mock Turtle's Song)
21. Will You Walk A Little Faster, Said A Whiting to a Snail - Michael Hordern e Spike Milligan
22. They Told Me (Evidence Read at the Trial of the Knave of Hearts) - Michael Crawford

## Distribuzione

### Data di uscita
Le date di uscita internazionali sono state:
- 20 novembre 1972 negli Stati Uniti
- 4 dicembre nel Regno Unito
- 22 dicembre in Irlanda
- 19 luglio 1973 nei Paesi Bassi (De avonturen van Alice in Wonderland)
- 18 aprile 1974 in Turchia (Alis Harikalar Ülkesinde)
- 6 settembre in Italia
- 2 dicembre in Spagna (Las aventuras de Alicia)

### Edizioni home video
Il film è stato distribuito diverse volte in videocassetta e in DVD nel Regno Unito e negli Stati Uniti. Il DVD con il doppiaggio italiano è stato pubblicato nel 2023 da A&R Productions.